# Barcita cometas
Barcita cometas är en fjärilsart som beskrevs av Paul Dognin 1914. Barcita cometas ingår i släktet Barcita och familjen nattflyn. Inga underarter finns listade i Catalogue of Life.